# Stahlwerk Osnabrück

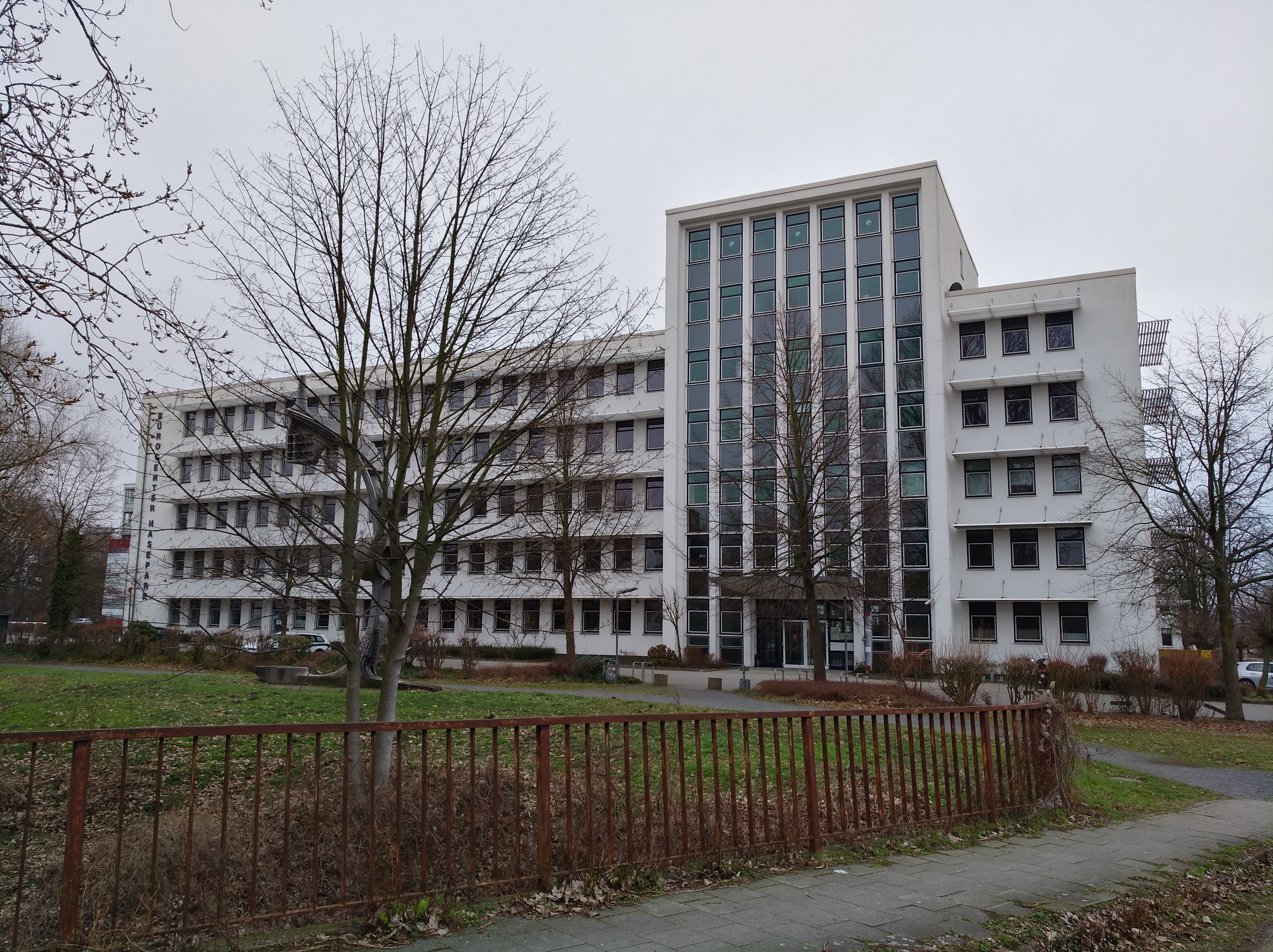
Ehemaliges Verwaltungsgebäude des Stahlwerkes an der Hamburger Straße

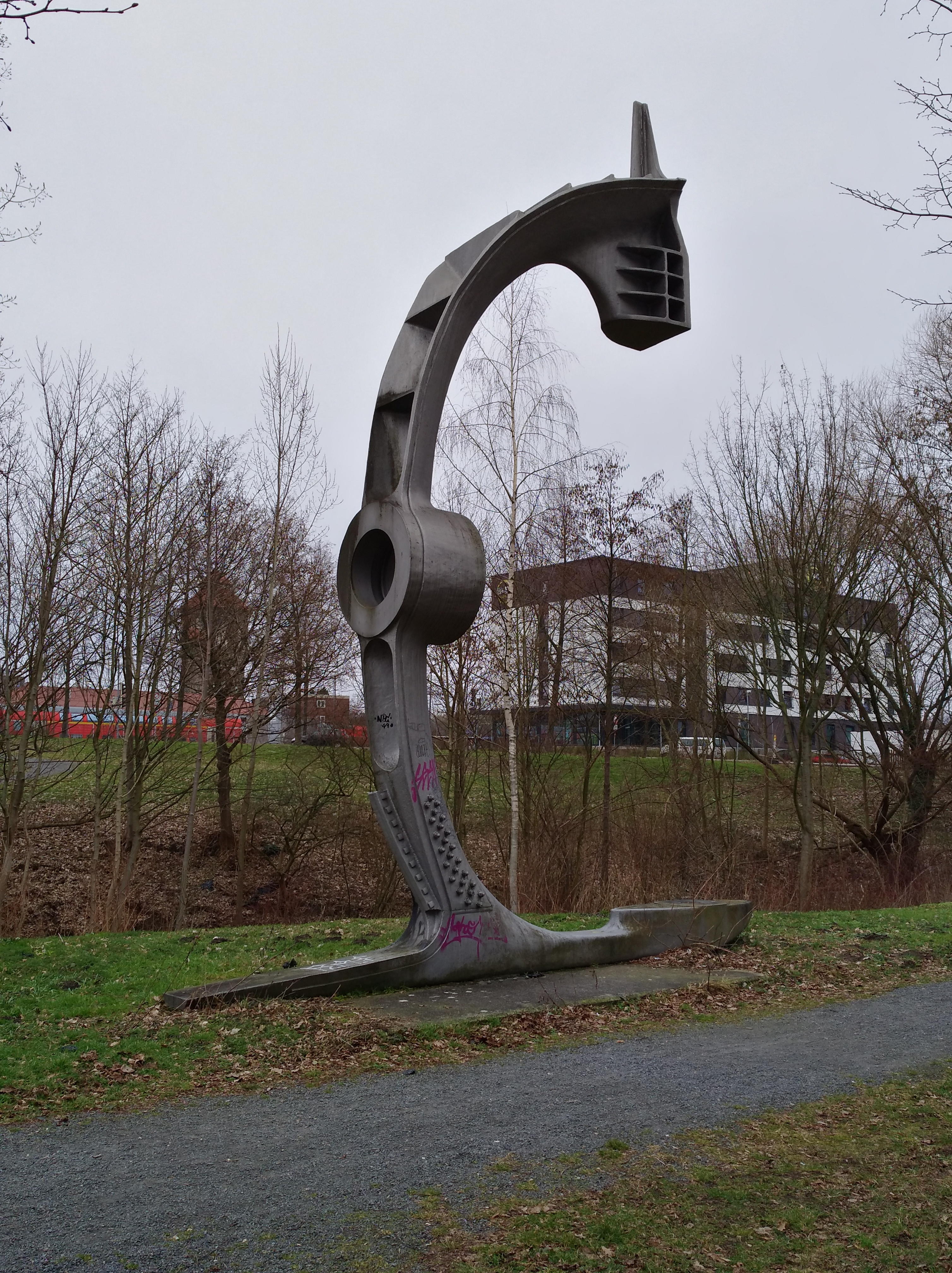
Achtersteven eines Schiffes vor der ehemaligen Verwaltung. Produziert im Werk in den 1950er Jahren.

Das Stahlwerk Osnabrück war ein 1868 als „Eisen- und Stahlwerk zu Osnabrück“ gegründetes Stahlwerk im heutigen Osnabrücker Stadtteil Fledder. Es befand sich bis zur Schließung 1989 hinter dem Osnabrücker Hauptbahnhof auf einer 40 Hektar großen Fläche, die im Süden an die Bahnstrecke Löhne–Rheine und im Westen an die Bahnstrecke Münster-Bremen angrenzte.

## Geschichte

### Entstehung
Das Stahlwerk Osnabrück wurde 1868 als „Eisen- und Stahlwerk zu Osnabrück“ gegründet. Im Februar 1869 wurde der Hamburger Kaufmann Cesar Godeffroy zum Vorsitzenden des Verwaltungsrates erwählt. Der Betrieb lag an der Bessemer Straße im Stadtteil Fledder, die damals parallel zur Hase und zur Bahnstrecke Löhne–Rheine verlief. Ein Auslöser für die Gründung war der nach 1850 stark ansteigende Stahlbedarf für den florierenden Eisenbahnbau. Ziel war es, das in dem 1856 gegründeten Eisenhüttenwerk im nur acht Kilometer entfernten Georgsmarienhütte gewonnene Roheisen mit dem Bessemerverfahren zu Stahl zu verarbeiten, um damit Produkte für die Eisenbahn zu gießen oder zu schmieden. Diese Tatsache begünstigte auch die Wahl des Standortes in unmittelbarer Nähe des Eisenbahnkreuzes am Osnabrücker Hauptbahnhof, weil Produkte wie Waggonräder und -achsen, Schienen und Weichen auf kurzem Wege übergeben werden konnten.
Das Stahlwerk Osnabrück sollte außerdem der Abhängigkeit des Eisenhüttenwerks in Georgsmarienhütte von den Abnehmern aus den Westprovinzen Preußens entgegenwirken und eine eigene Produktion von Walzstahl innerhalb der Provinz Hannover sicherstellen.

### Aufnahme der Produktion und erste Betriebsjahre

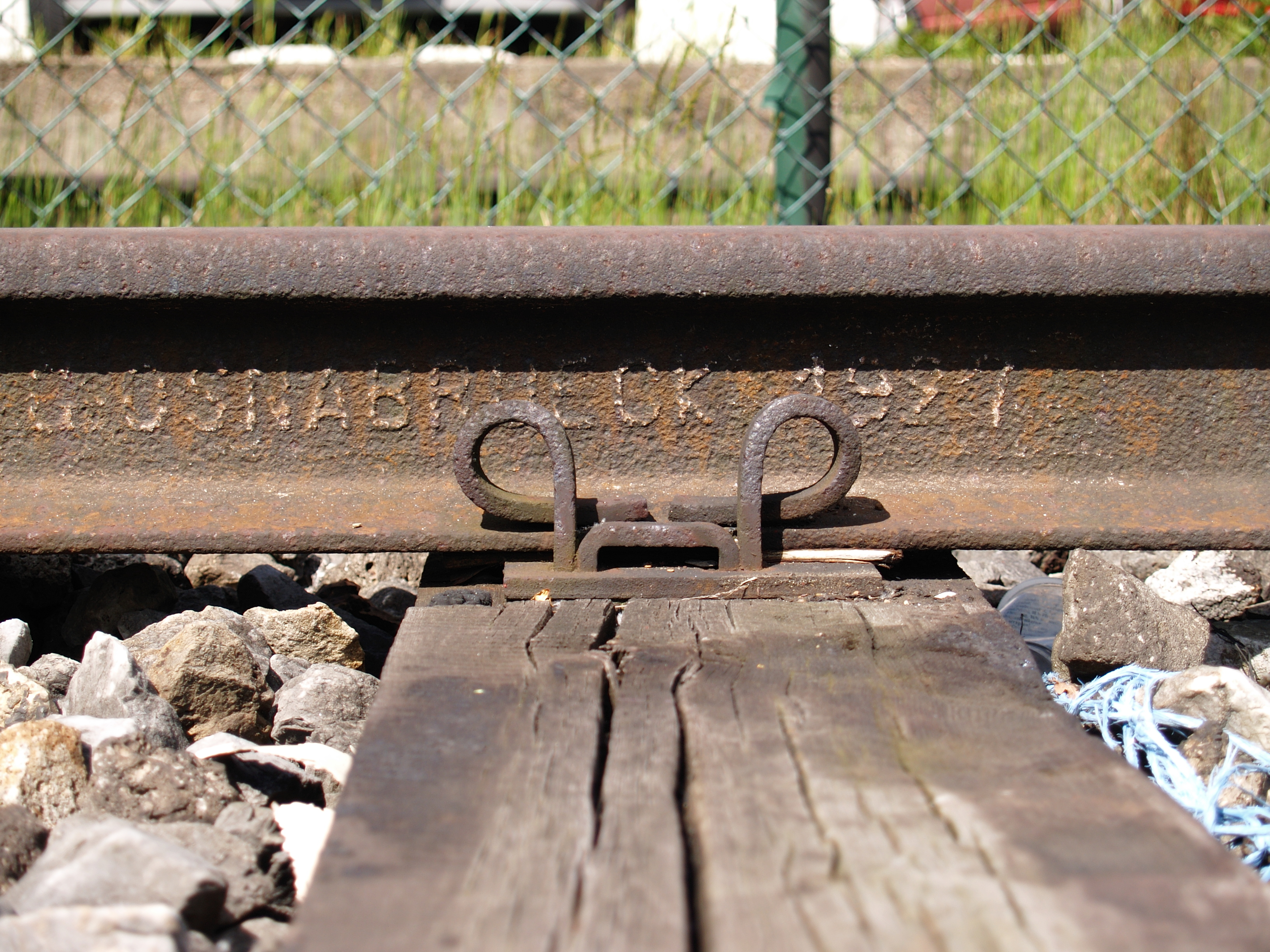
Eine 1927 im Stahlwerk Osnabrück gefertigte Eisenbahnschiene

Der Betrieb wurde gleich nach dem Deutsch-Französischen Krieg in den Jahren 1870/1871 aufgenommen. Vorstand war ab 1872 August Haarmann. Das Werk besaß drei Konverter und eine Jahreskapazität von 25.000 Tonnen. Es verfügte über ein Walzwerk, ein Hammerwerk, ein Kesselhaus und mehrere mechanische Werkstätten. Von Beginn an stand das Werk in starker Konkurrenz, der Markt wurde von der Friedrich Krupp AG und dem Bochumer Verein beherrscht. Im Jahr 1878 verlor das Stahlwerk Osnabrück durch Einführung des Thomas-Verfahrens einen wichtigen Wettbewerbsvorteil – so war es bis dahin von Vorteil gewesen, phosphorfreies Roheisen zu beziehen, wie es in Georgsmarienhütte gewonnen wurde. Nun war auch die Verarbeitung von minderwertigem Eisen möglich. Seit 1882 bestand eine enge Geschäftsbeziehung zum Mutterwerk, dem Georgs-Marien-Bergwerks- und Hüttenverein. Das Stahlwerk Osnabrück wurde 1885 organisatorisch wieder mit ihm vereint. Die Vereinigung bot den Vorteil, aus den vorhandenen Erzen ein möglichst vollkommenes Endprodukt herzustellen. Der verlorene Wettbewerbsvorteil konnte mit dem neuen Thomas-Verfahren durch den Bezug günstiger Rohstoffe aus Georgsmarienhütte ausgeglichen werden. Der geringe Phosphor- und Siliziumgehalt des Roheisens aus Georgsmarienhütte eignete sich besonders für das angewandte Bessemerverfahren. Nachdem Emil Schemmann 1868 in Sheffield das neue Verfahren von Henry Bessemer zur Umwandlung des Roheisens in Stahl erlernt hatte, wurde er zu dessen Einführung beim Stahlwerk angestellt. Von 1870 bis 1880 war er Betriebsleiter.
Eine 1891 im Stahlwerk Osnabrück gewalzte Schiene war nach Angaben der Deutschen Bahn bis 2019 als „ältestes erhaltenes Stück Schiene Deutschlands“ bei der Wangerooger Inselbahn im Einsatz.

### Erster und Zweiter Weltkrieg
Der Erste Weltkrieg sorgte auch im Stahlwerk Osnabrück für eine Hochkonjunkturphase, in der das Werk zusätzlich um eine Geschossdreherei, ein Geschosspresswerk und eine Gießerei ergänzt wurde. Im Juli 1917 wurde die höchste Beschäftigungszahl während des Kriegs erreicht, mehr als 3000 Arbeiter waren angestellt. Darunter befanden sich 510 Frauen und 646 Kriegsgefangene, die durch Einberufungen freigewordene Stellen besetzten.
Der Unternehmer Peter Klöckner übernahm 1923 das Stahlwerk, es wurde mit anderen Werken zur Klöckner-Werke AG Rauxel-Berlin fusioniert. Das teilweise veraltete Werk wurde ab 1933 für 60 Millionen Mark modernisiert.
Im Zweiten Weltkrieg war das Stahlwerk als Teil der Rüstungsindustrie ein Hauptziel der Luftangriffe auf Osnabrück. Gleich der erste Luftangriff am 23. Juni 1940 richtete sich auf das Stahlwerk. Ein weiterer Angriff am 10. August 1942 verursachte starke Zerstörungen auf dem Werksgelände mit einem Sachschaden von 75 Mio. Reichsmark.
Zu Hochzeiten waren etwa 5000 Arbeiter im Stahlwerk Osnabrück angestellt.

### Stahlkrise und Ende der Produktion

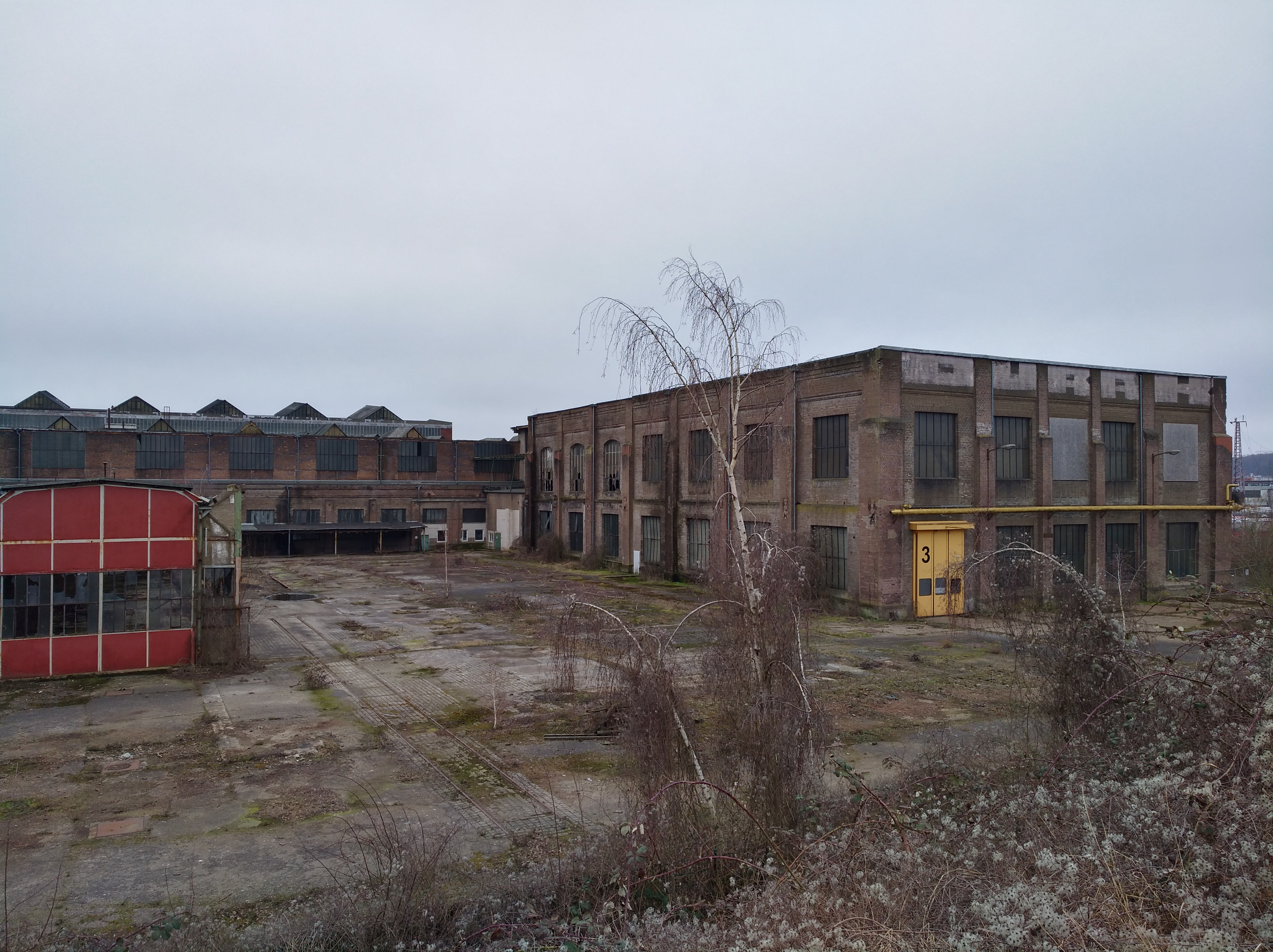
Alte Werksgebäude am Rande des Haseparks

Begründet durch die Stahlkrise, wurde die Produktion ab 1971 Stück für Stück heruntergefahren. Durch Fusionen zwischen den Klöckner-Werken und der Friedrich Krupp AG war das Stahlwerk Osnabrück ab 1971 Teil der Schmiedewerke Krupp Klöckner (SKK). 1988 folgte eine weitere Fusion mit dem Weiterverarbeitungsbereich der Thyssen Henrichshütte zu den Vereinigten Schmiedewerken (VSG). Trotz dieser Rettungsversuche wurde die Produktion im Stahlwerk Osnabrück 1989 eingestellt.

„Fusion bedeutet Konzentration. Da passiert in jeder Branche das Gleiche. Es wird Personal abgebaut.“

Danach wurden zwei Drittel des Betriebsgeländes, ausgenommen einige Bereiche für mechanische Bearbeitung und Nebenwerkstätten, geräumt. Diese produzierten unter dem Namen IAG Magnum als Teil der Georgsmarienhütte Holding noch bis Ende 2016 Kaltbearbeitungen.

### Nachnutzung als Gewerbegebiet

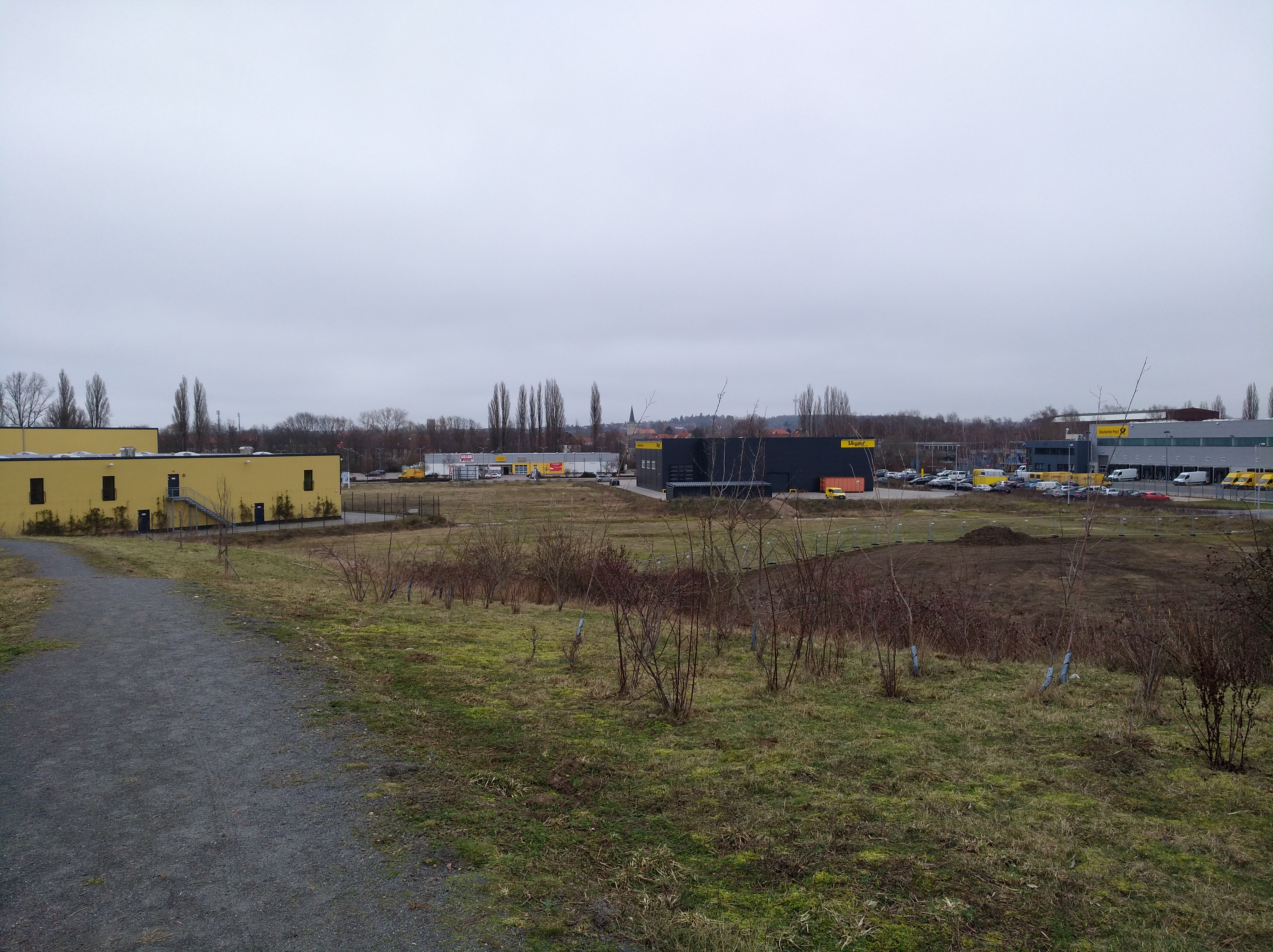
Blick in das Gewerbegebiet Hasepark

1991 wurde das Gelände von der Doblinger Unternehmensgruppe aufgekauft und die kontaminierten Böden wurden ausgekoffert. Heute durchzieht die Franz-Lenz-Straße das Gelände, das als Gewerbegebiet Hasepark vermarktet wird. Sie ist nach Franz Lenz, der von 1947 bis 1974 Bevollmächtigter der IG-Metall Osnabrück war, benannt.
Weitere Straßen, deren Name mit dem Stahlwerk in Verbindung steht, sind die Bessemerstraße (nach Henry Bessemer, dem Erfinder des Bessemerverfahrens) nördlich des alten Werksgeländes sowie die Carl-Fischer-Straße (nach dem Osnabrücker Stahlarbeiter Carl Fischer) östlich davon. Im Stadtteil Schölerberg gibt es außerdem den Stahlwerksweg.